# Энгель, Иоганн Христиан фон
Иоганн Христиан Энгель (нем. Johann Christian von Engel; 17 октября 1770, Лойчау — 20 марта 1814, Вена) — австрийский историк. Его работа под названием История Украины и казаков (нем. Geschichte der Ukraine und der ukrainischen Kosaken) является одним из первых известных исторических произведений об Украине.

## Биография
Иоганн Христиан Энгель родился в протестантской буржуазной семье в регионе Спиш, учился в гимназии в Лойчау и в Пресбурге. В 1788 году изучал историю и классическую филологию в Гёттингенском университете у К. Г. Хайне, И. К. Гаттерера и А. Л. фон Шлёцера. В 1791 году написал диссертацию «Commentatio de religione veterum Hungrarorum».
В 1791 году получил должность в трансильванской придворной канцелярии в Вене. С 1801 года — придворный цензор книг, с 1812 г. — секретарь трансильванской придворной канцелярии; в этом же году получил дворянство.
Известен своей публичной полемикой с русским генералом Тутолминым, отстаивавшим единство русского племени.

Кто не испугается того, что русский генерал Тутолмин поясняет в своём универсале 1795 года по поводу занятия Холма, Белза и Луцка, что эти города были когда-то составной частью древнего русского государства. А что было бы, если бы русскому кабинету вздумалось утверждать, что Галиция есть собственно русская провинция?
— Первые концлагеря. Талергоф и Терезин. Небо Севера. Моя светлая Русь. Дата обращения: 5 марта 2012.
Работы Энгеля сохранили своё значение до настоящего времени.

## Избранные труды
- Geschichte von Halitsch und Wladimir. — Wien, 1793 (изложение истории галицко-владимирских земель до 1772 г.).
- Geschichte der Ukraine und der ukrainischen Kosaken. — Halle, 1796 (один из первых трудов по истории Украины).
- Geschichte des ungarischen Reichs und seiner Nebenländer. — 1797—1804.
- Geschichte des Freystaates Ragusa. — Wien, 1807.
- Geschichte des Königreichs Ungarn. — Wien, 1814—1815.